# Liste der Kulturgüter in Hittnau
Die Liste der Kulturgüter in Hittnau enthält alle Objekte in der Gemeinde Hittnau im Kanton Zürich, die gemäss der Haager Konvention zum Schutz von Kulturgut bei bewaffneten Konflikten, dem Bundesgesetz vom 20. Juni 2014 über den Schutz der Kulturgüter bei bewaffneten Konflikten sowie der Verordnung vom 29. Oktober 2014 über den Schutz der Kulturgüter bei bewaffneten Konflikten unter Schutz stehen.
Es sind weder Objekte der Kategorie A, noch Objekte der Kategorie B im Gemeindegebiet ausgewiesen, Objekte der Kategorie C fehlen zurzeit (Stand: 1. Januar 2022). Unter übrige Baudenkmäler sind weitere geschützte Objekte zu finden, die im Verzeichnis der Objekte von überkommunaler Bedeutung der kantonalen Denkmalpflege zu finden und nicht bereits in der Liste der Kulturgüter enthalten sind.

## Übrige Baudenkmäler
| ID             | Foto |                 | Objekt                                       | Kat.   | Typ | Standort                               | Beschreibung |
| -------------- | ---- | --------------- | -------------------------------------------- | ------ | --- | -------------------------------------- | ------------ |
| 17300112       | ja   | Datei hochladen | Reihenbauernhäuser/Flarz, Hausteil 1         | B reg. | G   | Weggengasse 3 706124 / 247191          |              |
| 17300113       | ja   | Datei hochladen | Reihenbauernhäuser/Flarz, Hausteil 2         | B reg. | G   | Weggengasse 5 706129 / 247191          |              |
| 17300114       | ja   | Datei hochladen | Reihenbauernhäuser/Flarz, Hausteil 3         | B reg. | G   | Weggengasse 7 706136 / 247190          |              |
| 17300136       | ja   | Datei hochladen | Ehemaliges Doppelbauernhaus, Hausteil 1      | B reg. | G   | Dürstelenstrasse 131 706244 / 247187   |              |
| 17300139       | ja   | Datei hochladen | Ehemaliges Doppelbauernhaus, Hausteil 2      | B reg. | G   | Dürstelenstrasse 133 706255 / 247186   |              |
| 17300351       | ja   | Datei hochladen | Grosses Flarzhaus, Hausteil 3                | B reg. | G   | Schönaustrasse 13 703951 / 248250      |              |
| 17300366       | ja   | Datei hochladen | Grosses Flarzhaus, Hausteil 2                | B reg. | G   | Schönaustrasse 15 703956 / 248253      |              |
| 17300367       |      | Datei hochladen | Grosses Flarzhaus, Hausteil 10               | B reg. | G   | bei Schönaustrasse 11 703940 / 248258  |              |
| 17300368       | ja   | Datei hochladen | Grosses Flarzhaus, Hausteil 1                | B reg. | G   | Dichterweg 1 703961 / 248252           |              |
| 17300369       | ja   | Datei hochladen | Grosses Flarzhaus, Hausteil 5                | B reg. | G   | Schönaustrasse 9 703936 / 248250       |              |
| 17300371       |      | Datei hochladen | Grosses Flarzhaus, Hausteil 6                | B reg. | G   | Schönaustrasse 7 703926 / 248252       |              |
| 17300372       | ja   | Datei hochladen | Grosses Flarzhaus, Hausteil 7                | B reg. | G   | Bergstrasse 2 703915 / 248255          |              |
| 17300373       | ja   | Datei hochladen | Grosses Flarzhaus, Hausteil 8                | B reg. | G   | Bergstrasse 4 703917 / 248263          |              |
| 17300374       | ja   | Datei hochladen | Grosses Flarzhaus, Hausteil 9                | B reg. | G   | bei Bergstrasse 4 703931 / 248261      |              |
| 17300387       | ja   | Datei hochladen | Grosses Flarzhaus, Hausteil 4                | B reg. | G   | Schönaustrasse 11 703944 / 248251      |              |
| 17300422       | ja   | Datei hochladen | Trafostation B 6 Turm                        | B reg. | G   | Balchenstal 703503 / 247671            |              |
| 17300685       | ja   | Datei hochladen | Baumwollweberei Luppmen, ehemaliges Kosthaus | C      | G   | Oberdorfstrasse 95 705145 / 246777     |              |
| 17300808       | ja   | Datei hochladen | Reformierte Kirche                           | B reg. | G   | Jakob Stutz-Strasse 99 704659 / 246500 |              |
| 17300850       | ja   | Datei hochladen | Reformiertes Pfarrhaus                       | B reg. | G   | Wetzikerstrasse 5 704596 / 246464      |              |
| 17300861       | ja   | Datei hochladen | Feuerwehrgebäude                             | B reg. | G   | Wetzikerstrasse 17 704617 / 246413     |              |
| 173WEIHER00003 | ja   | Datei hochladen | Baumwollweberei Luppmen, Luppmenweiher       | C      | G   | 705533 / 246383                        |              |

Hinweise zur Legende in dieser Liste:
- Anstelle der KGS-Nummer wird als Objekt-Identifikator (ID) die Inventarnummer im Verzeichnis der Objekte von überkommunaler Bedeutung des kantonalen Denkmalschutzamtes verwendet.
- Bei den Kategorien wird wie folgt unterschieden: B kant. = Objekt von kantonaler Bedeutung (Kanton Zürich); B reg. = Objekt von regionaler Bedeutung (Kanton Zürich)